# Marlene Schmidt
Marlene Schmidt  (n. 1937 în Breslau, azi Wrocław in Polonia), a fost o actriță germană, care în anul 1961 a fost aleasă la un concurs de frumusețe, Miss Universe. Ea a trăit în RDG, dar fugit în 1960 în RFG, în prezent locuiește în Stuttgart.

## Filmografie
- 1972: The Stepmother
- 1974: The Teacher (alias The Seductress)
- 1975: The Specialist
- 1975: Dr. Minx
- 1976: Scorchy
- 1978: Texas Detour
- 1978: The Fifth Floor
- 1981: Separate Ways
- 1983: Mortuary
- 1984: They're Playing with Fire
- 1986: Kidnapped